# Pyo Ye-jin
Pyo Ye-jin (* 3. Februar 1992 in Changwon) ist eine südkoreanische Schauspielerin.

## Leben
Vor ihrer Laufbahn als Schauspielerin war Pyo Ye-jin für knapp zwei Jahre als Flugbegleiterin bei Korean Air tätig. Ihre erste kleine Rolle in einer Fernsehserie erhielt sie 2012, 2014 folgte die erste Filmrolle in der Tragikomödie Miss Granny. 2017 war Pyo Ye-jin als Polizistin Cha Yeo-jung in 18 Folgen der Serie While You Were Sleeping zu sehen, im selben Jahr erhielt sie ihre erste Hauptrolle als Gil Eun-jo im 120 Folgen langen Melodram Love Returns. Eine weitere Nebenrolle spielte Pyo Ye-jin 2018 in der Fernsehserie What’s Wrong with Secretary Kim.
2021 und 2023 verkörperte Pyo Ye-jin die Hackerin Ahn Go-eun in beiden Staffeln der Krimi-Actionserie Taxi Driver, für die sie sich auch musikalisch betätigte und das Lied A Walk zum Soundtrack beisteuerte. Im selben Jahr folgte ein Gastauftritt in zwei Folgen der Serie Lovestruck in the City. 2024 spielte Pyo die Hauptrolle in der auch im deutschsprachigen Raum veröffentlichten Serie Dreaming of a Freaking Fairy Tale.
Für ihre schauspielerische Leistung wurde Pyo Ye-jin mehrfach ausgezeichnet. So erhielt sie 2018 den Popular Character Award bei den Korea Drama Awards sowie 2019 den Best Character Award der SBS Drama Awards. 2023 wurde Pyo mit einem weiteren SBS Drama Award für ihre Rolle in Taxi Driver ausgezeichnet.

## Filmografie (Auswahl)
- 2014: Miss Granny (Susanghan Geunyeo)
- 2017: While You Were Sleeping (Dangsin-i Jamdeun Saie; Fernsehserie, 18 Folgen)
- 2017: Love Returns (Miwodo Saranghae; Fernsehserie, 120 Folgen)
- 2018: What’s Wrong with Secretary Kim (Kimbiseoga Wae Geureolkka; Fernsehserie, 16 Folgen)
- 2019: Hotel del Luna (Fernsehserie, eine Folge)
- 2019: VIP (Beuiaipi; Fernsehserie, 16 Folgen)
- 2021–2023: Taxi Driver (Mobeomtaeksi; Fernsehserie, 32 Folgen)
- 2021: Lovestruck in the City (Dosinamnyeoui Sarangbeop; Fernsehserie, 2 Folgen)
- 2021: Unframed (Eonpeureimdeu; Miniserie, Folge Blue Happiness)
- 2023: Our Blooming Youth (Cheongchunwoldam; Fernsehserie, 20 Folgen)
- 2023: Revenant (Akgwi; Fernsehserie, eine Folge)
- 2023: Moon in the Day (Naj-e tteuneun dal; Fernsehserie, 14 Folgen)
- 2024: Dreaming of a Freaking Fairy Tale (Naneun Daenoko Sinderellareul Kkumkkunda; Fernsehserie, 10 Folgen)